# 波形メモリ音源
波形メモリ音源（はけいメモリおんげん）は1980年代に多用されたシンセサイザー音源の1種である。録音と再生の原理に基づくPCM音源の前段階に当たり、サンプルの精度はかなり低いが自由に設定できる1サイクル分の周期波形を記憶する小さなメモリを搭載している。

## 概要
『波形メモリ音源』はシンセサイザーやビデオゲーム機等の音源チップや音源方式を指す言葉である。
波形メモリ音源は、本質的にはPCM音源の機能制限版（メモリ容量縮小版）に過ぎない。デジタルシンセサイザーの音源としては実用化のハードルが低かったため、デジタル黎明期の1980年代にPCM音源よりも先に実用化が行われた。PCM音源に似た原理構成だが、波形1周期分のメモリしか使用せず、消費リソースに対して多彩な音作りが可能であるため、制限の大きな環境では費用対効果が高い。その特性から、メモリ容量に対するコストが高かった1980年代に多用された。極めてサンプル数が少ないため倍音成分に乏しく、生楽器の特徴の極一部を再現する事が限界であり、パラメータ調節とは関係なく細く硬質な音となる。採用ハードウェアとしてはWaldorf PPG WaveやNEC-HE PCエンジンが有名である。後述するようにサンプル数が少ないものの、PCMに似た特性を持つため、PCM再生を行うソフトウェアも存在する。1980年代のPCM音源の普及前に一時的に使われた音源方式である。
2000年代に生じたチップチューン人気に伴い、同ジャンルのクリエイターの間で再注目されるとともにこの言葉が使われるようになった。

## 特徴
PCM音源に似た原理（構成）だがより単純で、一つの音色に使うメモリは多くの音源で32バイトと少ない（周期波形の1サイクル分）。波形を記憶する程度が限界で、サンプル数の少なさから手作業でも1;ままた修正が可能な場合がある。音が細かい矩形波で構成されている（矩形補間）ため、音程が低くなればなるほど模倣の元となった波形の音色との開きが出てくる。例えば正弦波を模倣した波形で低域を再生した際、正弦波本来の音よりも「プツプツ」というクリックノイズが目立つ現象が発生する。量子化ビット数も少ないため、大きな量子化ノイズが混入する（後述する通り）。PCM音源であれば遥かにサンプルレートや量子化ビット数が高いためこういった欠点は存在しない。更に、PCM音源では1つの音色に対して音の高さや強さごとに区切ってマルチサンプリングを行うなど、よりデータ量を増やして様々な楽器の発音を丸ごと取り込む工夫を行っている（制約の厳しいゲーム機のPCM音源は除く）。
PSG音源とよく混同されるが、一般的に PSG は矩形波や三角波といったごく基本的な波形のみ出力するのに対し、波形メモリ音源では概要に挙げたとおり、制約は強いながらも自由な波形を出力することができるという違いがある。もちろん矩形波や三角波の波形データを設定すれば PSG に類似した音色を生成することも可能であるが、音色の自由度ははるかに高いものとなっている。但し、メモリの容量が少ないため、波形データに対してどれだけ工夫を行っても周期波形の1サイクル分しか収録できず、生音の再現には遠く及ばない。
「時間的な音色変化の無い簡易版アナログシンセ」的な音源として主に用いられている。音源のピッチやアンプはメインプロセッサ側から制御する事が多く、ハードウェア側ではなく、ソフトウェア的にエンベロープやLFO等の処理を行っている。一方フィルター処理は複雑なことから、波形メモリ音源制御における過去の導入実例は少ない。
成熟期（『スペースマンボウ』とそれ以降）には高速に波形を更新することで時間的な音色変化を実現している。論理的にはストリーミング方式で波形を更新し続けることでPCM音源のようにサンプリング音声を発声させることも可能である。
ナムコの業務用ビデオゲームでは一時期波形メモリ音源単独で使われていたが、多くの環境では内蔵音源ではそれ以外の特性を持つ出力ポートやチップとの併用、拡張音源としては、予め内蔵されているPSG、pAPU、ノイズジェネレータ等と組み合わせて使われることの方が多くあった。

## ゲーム機に搭載された主な波形メモリ音源
- 波形メモリ音源
  - コナミ 005289（バブルシステムに搭載）、SCC、SCC-I
  - ナムコ 任意波形発生回路、C15 、C30 (WSG)、N163（ファミコン用拡張音源[2]）
  - 任天堂 FDS拡張音源
- 波形メモリチャンネルを含むゲーム用音源
  - 任天堂 ゲームボーイ、ゲームボーイアドバンス 通称GB音源
  - 日本電気ホームエレクトロニクス（NECホームエレクトロニクス） PCエンジン、PC-FX
  - バンダイ ワンダースワン  通称WS音源
  - 任天堂 バーチャルボーイ

### 各音源のスペック
- 波形メモリのサンプル数（1ループあたり）
  - 4 - 128 : N160など
  - 32 : SCC、C30、ワンダースワンなど
  - 64 : FDSなど

- 波形メモリの量子化ビット数
  - 4 : C15、C30、N163、GB、WS
  - 5 : PCエンジン、PC-FX
  - 6 : FDS
  - 8 : SCC

- チャンネル数（同時発音数、和音数）
  - 1 : FDS、GB
  - 5 : SCC
  - 2 - 4 : ワンダースワン(左右、中央にパンポットを指定することが可能)
  - 4 - 6 : PCエンジン、PC-FX(左右独立の4bit音量レジスタにより、ステレオ発音可能)
  - 1 - 8 : C15(16個のレジスタ設定により同時発音数・音程精度を変更可能。実際は3～4和音で使用された)
  - 1 - 8 : N163(左右、中央にパンポットを指定することが可能)
  - 8 / 16 : C30(システムI搭載バージョンではステレオ発音可能)

### C30（ナムコカスタム音源）の特徴
C30は複数のバージョンが存在し、1波形当たりの音量とチャンネルがそれぞれ4bitモノラル・15bitモノラル・4bitステレオと異なる。また、C30のチャンネル数は8または16(内4つはノイズ切替可)を選択可能だが、16チャンネルモードにおいては音質低下リスクが存在したため実際には8チャンネルモードが使われた。

### FDS音源（ファミコンディスクシステム音源）の特徴
ファミコンディスクシステムに採用されたFDS拡張音源（RP2C33に組み込み）は、波形メモリを土台としながらも位相変調 (phase modulation) によるFM的な周波数の変調が可能である。そのためFM音源の一種に数えられることがあり、コナミより1987年に発売されたディスクシステム用ソフト『愛戦士ニコル』の説明書には、メーカー側の公式見解として「FM音源」が搭載されていると記載されていた。変調 (PWM) により出力波形を生成、などの特徴があり、独特のサウンドを持つ。

### SCC音源の特徴
SCCで同時発声可能な波形は4つで、チャンネル数より1つ少ない。これは4chと5chが同じ1つの波形データを参照するために起こる。SCC-Iは5つのチャンネルごとに、異なる波形を同時発声可能
。いくつかのリビジョンが存在し、制限は使用するチップにより異なる。

### PCエンジン音源の特徴
PCエンジンの音源はCh.0とCh.1をLFOで合成させてFM音源のような変調音を作ることが可能。また、任意のCh.をDirect D/Aモードに設定した上でタイマー割り込みでCPUレジスタに波形データを渡し続けることでサンプリング周波数7kHz相当の5bitPCM音声が再生可能。

### WS音源（ワンダースワン音源）の特徴
ワンダースワンの音源は2chをPCMに、4chをノイズ音源に切り替えることが可能。

### 波形メモリ音源を使った主なゲーム
- 任天堂・ディスクシステム用ソフト
  - プログラムからFDS音源を制御できるため、ローンチタイトルのゼルダの伝説を始め多くのゲームで利用されていた。
- ナムコ・業務用ビデオゲーム
  - マッピー
  - リブルラブル
  - ドルアーガの塔
  - ギャプラス
  - パックランド
  - ディグダグII
  - メトロクロス
  - バラデューク
  - モトス
  - スカイキッド - ただし発売後早々にFM音源を搭載したスカイキッドDXに差し替わっている。
  - それ以降はシステム86基板、システムI基板にも使用されたがFM音源も搭載されていたため使用頻度は少なくなっていく。但しワールドスタジアムではメインBGMなど、多くの場面で使用されている。また、ホッピングマッピーではFM音源も搭載しているにもかかわらず波形メモリ音源しか使用していない。
- コナミ・業務用ビデオゲーム
  - ツインビー
  - グラディウス
  - ギャラクティックウォーリアーズ
  - RF-2
  - ヘクシオン
- コナミ・MSX用ゲームソフト
  - グラディウス2、沙羅曼蛇、ゴーファーの野望 エピソードII、パロディウス
  - F1スピリット - グラディウス2と同じく、SCC搭載第一弾。
  - エルギーザの封印
  - THEプロ野球 激突ペナントレース、激突ペナントレース2 - 音声による演出にも使用されている。
  - 魂斗羅
  - スペースマンボウ
  - メタルギア2 ソリッドスネーク
  - クォース
  - スナッチャー、SDスナッチャー  - フロッピーディスク媒体での発売。ディスクキャッシュ用のRAMとSCC-Iを搭載した付属カートリッジが添付されている。
- PCエンジン
  - 標準搭載されている音源であるため、特徴的な使われ方をしているものを以下に列挙。Direct D/Aモード並びに波形の書き換えによってDACとして使用可能である。
  - 源平討魔伝 - PCMの使用によりアーケード版のほぼすべての音声の再生を実現している。
  - ゼビウス ファードラウト伝説 - PCMパートでドラムスなどの再生を実現している。開発元はコンパイル。
  - ガンヘッド - 同上。
  - スーパースターソルジャー - 同上。ハドソン+カネコによるドライバ。
  - ソルジャーブレイド - 同上。
  - デビルクラッシュ - 擬似FM音源及びサンプリングドラムを駆使したBGMとなっている。
  - フラッシュハイダース - 擬似FM音源を使用し、特徴的な音作りを実現している。
  - フィーンドハンター - 本体側のPCMとCD-ROM側に搭載したADPCMを同期させた多重再生を行っている。
  - 精霊戦士スプリガン - 同上。
  - マジカルチェイス - D/Aモードは未使用だが、非常に細かい波形切り替えや左右の音量変更により、たいへん広がりのあるサウンドを実現している。

## その他の波形メモリ音源使用例

### 波形メモリ音源エミュレータ
- Chip32（VSTプラグイン。最大同時発音数・8）
- プチコンシリーズ - 曲や効果音のために波形メモリ音源を利用でき、MMLで制御できる
  - プチコンmkII （サンプル数・64または128、量子化ビット数・8、最大同時発音数・16）
  - プチコン3号・プチコンBIG（最大同時発音数:PCM音色やPSG音色と合わせて16音)
  - プチコン4 SmileBASIC（最大同時発音数:PCM音色やPSG音色と合わせて32音)
- 1チップMSX（SCC-I互換音源。性能はSCC-Iに準ず）
- GXSCC（プリセット音色によるSMFプレーヤー。システムエクスクルーシブを用いて任意の波形を使用できる。）
- FlMML（ニコニコ大百科で「ピコカキコ」の名称で利用されているMMLプレーヤー）
- SiON（すたどんたんのシンセエンジンにも採用されている）
- SCM（X68000用を祖とする音源ドライバ。SCCの音の再現を目指すところから開発が始まったソフトウェア音源。M2 (ゲーム会社)ではその後継ドライバが使用されており、ゲームボーイアドバンス用ソフトウェアである「デ・ジ・キャラット でじこミュニケーション」「でじこミュニケーション2（にょ）」では、同機種としては高音質なBGMの再生を可能にしている。）
- KORG Gadget Kamata (ナムコ C30をエミュレート。iOS/Mac/Windows/Nintendo Switchに対応したソフトシンセ。)

その他各種ゲームマシン・PCエミュレータの一部に組み込まれている。
特にFIMML・SiONなどFlashで動作する波形メモリ音源は、同時発音数の多さやフィルタ・エフェクタが使用可能である事など性能面の向上が行われている。2009年以降はAdobe Flex3およびAdobe FlashCS4以降のダイナミックサウンド生成機能（ActionScript3拡張ライブラリの1つ）を用いた波形メモリ音源のエミュレートが可能となっており、現在様々なシンセライブラリが公開されている。